# Kabul City Center
Kabul City Center (tạm dịch: Trung tâm Thành phố Kabul; tiếng Dari: کابل سیتی سینتر) là một trung tâm thương mại ở Shahr-e Naw, Kabul, Afghanistan. Vào năm 2005, khi mới khai trương, trung tâm bao gồm 100 cửa hàng và một khu ẩm thực. Nơi đây được trang bị thang máy và thang cuốn trong suốt và đáng chú ý vì là tòa nhà đầu tiên ở Kabul được trang bị thang cuốn hoạt động. Tòa nhà cũng bao gồm khách sạn Safi Landmark, một khách sạn 4 sao chiếm sáu tầng trên của tòa nhà mười tầng này. Safi Landmark đã trở thành một trong những khách sạn nổi tiếng nhất ở Kabul đối với du khách và người nước ngoài. Tòa nhà đã từng đối mặt với hai cuộc tấn công khủng bố vào năm 2010 và 2011. Vào năm 2013, trung tâm thương mại này đã nhận được sự chú ý của giới truyền thông khi sở hữu một cửa hàng Apple Store không chính thức.

## Lịch sử
Khi Ghulam Hazrat Safi trở về Kabul từ Dubai, Các Tiểu vương quốc Ả Rập Thống nhất, ông đã đầu tư 35 triệu đô la Mỹ để xây dựng trung tâm thương mại Kabul City Centre và khách sạn kề bên nó, Safi Landmark. Khách sạn sử dụng 150 nhân viên địa phương và 100 nhân viên Ấn Độ.
Vào ngày 26 tháng 2 năm 2010, trung tâm mua sắm đã bị tấn công bởi một kẻ đánh bom liều chết Taliban, 16 người bên trong tòa nhà thiệt mạng, trong đó có 11 người nước ngoài (bao gồm chín người Ấn Độ, một người Ý và một người Pháp). Ba cảnh sát Afghanistan và hai người không rõ nguồn gốc cũng thiệt mạng. Vụ đánh bom khiến các cửa sổ của tòa nhà vỡ nát, làm rơi các mảnh vỡ xuống phố đi bộ gần đó. Bộ Ngoại giao Ấn Độ mô tả vụ đánh bom là một cuộc tấn công có chủ đích nhằm vào cả người Ấn Độ và Afghanistan, vì nạn nhân chủ yếu là người Ấn Độ. Tuy nhiên, Zabiullah Mujahid, phát ngôn viên của Taliban, phủ nhận động cơ đằng sau vụ đánh bom là cố ý nhắm vào người Ấn Độ và cố gắng làm xói mòn quan hệ Afghanistan – Ấn Độ, thay vào đó tuyên bố rằng người dân châu Âu mới là mục tiêu chính của họ. 4 triệu đô la Mỹ đã được chi ra để đưa trung tâm thương mại trở lại hoạt động trong vòng hai tháng sau vụ tấn công.
Ngay sau vụ đánh bom đầu tiên, trung tâm thương mại đã được nâng cấp bằng cách lắp các cửa sổ kính chống nổ và sàng lọc tất cả du khách bằng máy dò kim loại tại lối ra vào. Bằng cách này, người ta đã ngăn chặn một kẻ đánh bom liều chết đi vào trung tâm thương mại vào ngày 14 tháng 2 năm 2011.

## Đặc trưng
Kabul City Center bao gồm 100 cửa hàng, bao gồm cửa hàng trang sức, cửa hàng điện tử, cửa hàng thời trang, cửa hàng đồ cổ và hiệu sách, với khu ẩm thực nằm ở tầng trệt rất giống với hầu hết các trung tâm thương mại ở châu Âu. Khách đến đây chủ yếu là du khách nước ngoài hay người ngoại quốc sống ở Afghanistan. Ban đầu nhà hàng chủ yếu chỉ có nam giới ghé thăm, tuy nhiên sau khi khai trương một năm, nhiều phụ nữ bắt đầu đến trung tâm thương mại hơn, và nhà hàng trở thành nơi gặp gỡ chung của nam và nữ.
Một trong những điểm đáng chú ý của trung tâm mua sắm là thang cuốn, đã trở thành một trong những điểm tham quan nổi tiếng nhất trong thành phố, vì Kabul City Center là tòa nhà đầu tiên ở Kabul được trang bị thang cuốn, và sau khi xây dựng nó được cho là tòa nhà duy nhất ở Afghanistan có thang cuốn hoạt động.
Kabul City Center càng thu hút sự chú ý của giới truyền thông khi một cửa hàng Apple Store không chính thức được mở bên trong trung tâm mua sắm vào tháng 8 năm 2010. Theo một cuộc phỏng vấn với giám đốc cửa hàng do Quartz thực hiện vào tháng 4 năm 2013, sản phẩm của họ đắt hơn giá bán lẻ ở Mỹ. Ví dụ, iPhone 5 16 GB được bán ở Afghanistan với giá 700 USD, cao hơn 50 USD so với giá gốc ở Mỹ. Các sản phẩm của cửa hàng được nhập khẩu từ Dubai và doanh số bán hàng được báo cáo là rất tốt, với sáu iPhone và hai MacBook được bán ra mỗi ngày, mặc dù lượng hàng có hạn. Hầu hết khách hàng của cửa hàng là những người trẻ tuổi làm việc trong lĩnh vực tư nhân. Giám đốc cửa hàng đã xem xét mở rộng việc kinh doanh bằng cách thêm một trung tâm dịch vụ và sửa chữa, cũng như mở chi nhánh thứ hai ở một khu vực khác của Kabul. Người quản lý của cửa hàng tuyên bố đã gửi một bức ảnh khai trương của cửa hàng qua thư cho Apple Inc. nhưng không có hồi âm.

## Tiếp nhận
Trung tâm thương mại này được nhiều người dân Afghanistan mô tả là sang trọng và xa xỉ vì hầu hết các sản phẩm được bày bán bên trong đều bị đa số người dân cho là không vừa túi tiền.  Nhiều người ghé thăm trung tâm mua sắm được biết đến như những "người xem hàng bày", họ thường hỏi giá một món hàng và ngay khi nhân viên bán hàng tiết lộ, họ sẽ rời cửa hàng mà không mua gì cả. Các thiết bị điện tử được bày bán bên trong trung tâm thương mại được coi là ngoài sức tưởng tượng của nhiều người Afghanistan, phần lớn trong số họ vẫn chưa được tiếp cận với điện.
Mặc dù không có khả năng chi trả mua sắm, nhiều người đến trung tâm thương mại chỉ để trải nghiệm thang cuốn, thứ không thể tìm thấy ở những nơi khác tại Afghanistan. Do nhiều người Afghanistan không có kinh nghiệm với công nghệ bên trong trung tâm thương mại, một số gặp khó khăn khi sử dụng chúng. Một phụ nữ được cho là đã bị thương sau khi cố gắng đi xuống lúc thang cuốn đang đi lên.
Một số người dân lập luận rằng, thay vì bỏ tiền xây dựng các cửa hàng sang trọng trong trung tâm thương mại, chúng nên được đầu tư để xây dựng các nhà máy, nhằm mục đích tạo cơ hội việc làm cho những người thất nghiệp.